# Euschmidtia congana
Euschmidtia congana är en insektsart som beskrevs av Rehn, J.A.G. 1914. Euschmidtia congana ingår i släktet Euschmidtia och familjen Euschmidtiidae. Inga underarter finns listade i Catalogue of Life.